# Gonzalo Santonja
Gonzalo Santonja Gómez-Agero (Béjar, 12 de octubre de 1952) es un escritor, ensayista, político y crítico literario español, que desde 2022 ejerce como consejero de Cultura, Turismo y Deportes de la Junta de Castilla y León.

## Biografía
Nació en Béjar, provincia de Salamanca, en 1952. Militante del PCE, fue detenido y procesado durante el franquismo por el Tribunal de Orden Público cuando rondaba la veintena, rechazó el exilio y volvió a España. Es doctor en Filología Hispánica, diplomado en Documentación por la Escuela Nacional de Documentalistas y "Honorary Fellow in Writing" por la Universidad de Iowa (USA), es catedrático en la Universidad Complutense de Madrid, de cuyos cursos de verano de El Escorial fue cofundador y vicedirector durante sus cuatro primeros años. Rafael Alberti le nombró asesor cultural de su Fundación (El Puerto de Santa María, Cádiz), cargo que también ha ejercido en entidades como Sociedad V Centenario del Tratado de Tordesillas, Sociedad Estatal Lisboa 98 o Nuevo Milenio, y en la actualidad desempeña en la Sociedad Estatal de Conmemoraciones Culturales. Ha impulsado importantes iniciativas editoriales y coordina premios de poesía tan importantes como el "Jaime Gil de Biedma" de la Diputación de Segovia o el "Rafael Alberti" de Unicaja. En 1995 obtuvo el Premio Nacional de Ensayo y en 1997 el Castilla y León de las Letras. En el 2002 fue nombrado director general del Instituto Castellano y Leonés de la Lengua.
Se le deben además estudios, libros y antologías sobre censura, literatura popular española y narrativa social. En los últimos años está centrado en investigaciones sobre historia de la Tauromaquia y sus orígenes, solo o en equipo.
Ha sido nombrado a propuesta de Vox, en abril de 2022, consejero de cultura de Castilla y León.

## Aportación a la historia de la Tauromaquia
Ha investigado la historia de la Tauromaquia y ha aportado documentos extraídos de los archivos municipales y eclesiásticos de Castilla y León y del Archivo General de Simancas. 
Santonja rebate la tesis antigua del origen musulmán del toreo. Ha aportado referencias desde el siglo IX y que hay ya ganaderos de bravo desde al menos el siglo XIII, en los reinos cristianos castellanos. También, que el toreo a pie es muy anterior a lo creído tradicionalmente, hallando documentos sobre contratos de "toreadores" a pie incluso con sus cuadrillas a inicios del XVII y aún ya en el XVI, siendo paralelo al toreo caballeresco. De hecho, en el toreo a caballo nobiliario de siempre hubo ayudadores a pie. Ha publicado tres libros sobre este asunto: Luces sobre una época oscura. (El toreo a pie del siglo XVII) (2010), Por los albores del toreo a pie. (Imágenes y textos de los siglos XII-XVII) (2012), y el último ha sido La justicia del Rey (2013), editado por la Unión de Bibliófilos Taurinos donde trata cómo a raíz del caso de Burgo de Osma, Felipe II respaldó los festejos taurómacos frente a la prohibición pontificia que quería aplicar el obispo. Santonja demuestra, por su incardinación histórica en los reinos cristianos medievales, que la Tauromaquia no es solo un claro rasgo distintivo de la cultura hispana sino que lo es constitutivo, al producirse ya festejos desde el siglo IX, como el recogido por las Cortes de León del año 815 convocadas por Alfonso II de Asturias el Casto, lo cual ya cita José de Vargas Ponce, en su Disertación sobre las corridas de toros. 
En 2019 ha realizado dos aportaciones basadas en documentos inéditos que son esclarecedores, por su relieve, en situar la historia del toreo a pie en sus orígenes o primeros pasos. El primero fue Tierras adentro. Andanzas y escrutinios por el País de la Piel de Toro, editado por la Editorial Maxtor, donde presenta y comenta, reproduciendo parte en facsímil, documentación municipal de Almazán y otras localidades de Castilla la Vieja, donde al filo de 1500 ya se desarrollaban festejos populares con caracteres muy similares a los actuales de los pueblos en cuanto a su organización, mencionándose la participación de algún toreador a pie e incluso de alguna ganadería, con su nombre. El estudio siguiente es Los toros del Siglo de Oro. Anales segovianos de la fiesta, editado por la Diputación de Segovia, en una aproximación más detallada y de más aporte de documentación original inédita que el anterior. Muestra gracias a los fondos del Archivo Municipal de Segovia cómo a inicios del XVII había toreo a pie, de dimensión popular frente al caballeresco, y que es claro antecedente del dieciochesco. Son casi 300 páginas donde además de la capital castellana, se trata de localidades segovianas con toreo a pie.

## Obra

### Narrativa
- Incierta memoria de las tempestades y el terremoto de 1680. Verídica historia de sus destructores efectos, así como del extraño caso que sucedió en Lisboa (1988).
- Un inventario de malas costumbres y otro de medio buenas (1993).
- El júbilo de los días. Cuatro estaciones y un intermedio (2000).
- Siete lugares. Tierras adentro (2002).

### Poesía
- Por la noche (1997; 2000)
- Pasadizos (2001).

### Ensayo
- La novela proletaria, edición a cargo de Gonzalo Santonja, (entre otros, incluye el texto de Hildegart Rodríguez Carballeira ¿Quo vadis, burguesía?), Editorial Ayuso, 2 vols, Seroe. Biblioteca Silenciada, Madrid ISBN 84-336-0163-6, 1979.[5]
- Del lápiz rojo al lápiz libre. La censura de prensa y el mundo del libro (1986).
- República de los libros. El nuevo libro popular de la II República (1989).
- Las obras que sí escribieron algunos autores que no existen (1993).
- Un poeta español en Cuba: Manuel Altolaguirre. Sueños y realidades del primer impresor del exilio (1995). Prólogo de Rafael Alberti.
- Lo que se llevaron de esta tierra (1994, 1997).
- España en sus catedrales (1996).
- De un ayer no tan lejano. Cultura y propaganda en la España de Franco durante la guerra y los primeros años del Nuevo Estado (1996).
- Al otro lado del mar. Bergamín y la Editorial Séneca (México, 1939-49), (1997).
- La insurrección literaria. La novela revolucionaria de quiosco (1905-1939), (2000). Prólogo de Alfonso Sastre.
- A la lumbre del día (2000; 2001). Notas sobre la lengua y la literatura del ladino.
- Los signos de la noche. De la guerra al exilio. Historia peregrina del libro republicano (2003).
- Elegía española: la colección Mirto Buenos Aires, 1943-1949 (2004).
- Museo de niebla (2005). Crónica del patrimonio histórico-artístico y bibliográfico del que ha sido despojado Castilla y León.
- Luces sobre una época oscura. (El toreo a pie del siglo XVII) (2010).
- Por los albores del toreo a pie. (Imágenes y textos de los siglos XII-XVII) (2012).
- La justicia del Rey (2013)
- Tierras adentro. Andanzas y escrutinios por el pais de la piel de toro (2019)
- Los toros del Siglo de Oro. Anales segovianos de la fiesta  (2019)